# Maino Neri
Maino Neri (ur. 30 czerwca 1924 w Carpi, zm. 8 grudnia 1995) – włoski piłkarz i trener piłkarski, występujący podczas kariery zawodniczej na pozycji pomocnika.

## Kariera piłkarska
Maino Neri jest wychowankiem klubu Modena FC. W tej drużynie występował przez 10 lat, do 1951 roku. Do największych sukcesów z tego okresu można zaliczyć 3. miejsce na koniec Serie A w sezonie 1946/1947. Potem trafił do drużyny Interu Mediolan. Wraz z nim dwukrotnie z rzędu wywalczył scudetto – w sezonach 1952/1953 i 1953/1954. W roku 1955 przeszedł do Brescii Calcio. Tutaj występował jednak tylko w Serie B.
W oficjalnym spotkaniu reprezentacji Włoch zadebiutował 2 sierpnia 1948 roku. Włochy rozgromiły wtedy Stany Zjednoczone 9:0. W 1954 roku został powołany na mistrzostwa świata w Szwajcarii, gdzie jego zespół zajął 3. miejsce w grupie i zakończył swój udział w turnieju. Neri zaś rozegrał 2 mecze: ze Szwajcarią (1:2) i Belgią (4:1).
Karierę piłkarską zakończył w wieku 34 lat.

## Kariera trenerska
Kilka lat po zakończeniu kariery piłkarskiej Maino Neri został trenerem. Najpierw podjął pracę w Modenie. Jego zespół zajął 13. miejsce w Serie B i po sezonie Neri szkolił graczy S.S. Lazio. Na jego nieszczęście Rzymianie zajęli na koniec sezonu miejsce dające spadek z Serie A, w związku z czym nie pozostał on dalej ich trenerem. Następnie przejmował zespoły Como, Regginy i Lecce, jednak z żadnym z nich nie odnosił sukcesów.
W 1973 roku zakończył trenerską karierę.

## Sukcesy

### Inter Mediolan
- Zwycięstwo
  - Serie A: 1952/1953, 1953/1954